# Oblomov
Oblomov (în rusă Обломов) este al doilea roman al lui Ivan Goncearov. A apărut prima dată în 1859. Ilia Ilici Oblomov este personajul central al romanului, înfățișat ca întruparea finală a omului de prisos, un personaj simbolic în literatura rusă din secolul al XIX-lea. Oblomov este un nobil tânăr, generos, care pare incapabil să ia decizii importante sau să întreprindă acțiuni semnificative. De-a lungul romanului își părăsește rar camera sau patul. În primele 50 de pagini, nu reușește decât să se mute din patul său pe un scaun. 
Romanul a fost popular când a apărut, iar unele dintre personajele și tehnicile sale au rămas întipărite în cultura și limba rusă.